# Roklum
Roklum är en kommun och ort i Landkreis Wolfenbüttel i förbundslandet Niedersachsen i Tyskland.
Kommunen ingår i kommunalförbundet Samtgemeinde Elm-Asse tillsammans med ytterligare elva kommuner.